# Frères de la Présentation
Les Frères de la Présentation de la Bienheureuse Vierge Marie (en latin : Fratres Piae Congregationis a Presentatione) appelés plus simplement Frères de la Présentation forment une congrégation laïque masculine enseignante de droit pontifical. 

## Historique
La congrégation est issue de celle fondée à Waterford par le bienheureux Edmond Rice (1762-1844) qui, devenu veuf, se consacre à l'enseignement chrétien des jeunes gens en Irlande. Les règles de sa congrégation s'inspirent au début de celles des sœurs de la Présentation fondées par Nano Nagle (1718-1784) ; mais les règles sont restructurées en 1822 sur le modèle de celles des Frères des Écoles chrétiennes de saint Jean-Baptiste de La Salle avec la fondation des frères chrétiens. Cependant, un groupe de religieux dirigés par Michael Riordan, ancien architecte au service du diocèse de Cork, préfère s'en tenir à la règle d'origine, ce qui donne naissance à la congrégation actuelle des frères de la Présentation de la Bienheureuse Vierge Marie. L'institut obtient le Decretum laudis le 2 juillet 1874 et ses constitutions sont définitivement approuvées par le Saint-Siège, le 15 juin 1889.

## Œuvres et diffusion
Les frères se vouent à l'instruction et à l'éducation chrétienne de la jeunesse. 
Ils sont présents en :
- Europe : Irlande, Royaume-Uni, Slovaquie et Suisse ;
- Amérique : Canada, États-Unis, Grenade et Sainte-Lucie ;
- Afrique : Ghana et Nigeria.

Leur maison généralice est à Cork. Selon l'Annuaire pontifical de 2007, les frères étaient au 31 décembre 2005 au nombre de 101, répartis dans 26 maisons.

## Source
- (it) Cet article est partiellement ou en totalité issu de l’article de Wikipédia en italien intitulé « Fratelli della Presentazione » (voir la liste des auteurs).